# Alem Toskić
Alem Toskić (Priboj, 12. veljače 1982.) je srbijanski rukometni reprezentativac. Član je rukometnog kluba Celje. Igra na poziciji kružnog napadača.

## Klupska karijera
- Partizan Beograd (do 2005.)
- Zagreb (2005. – 2007.)
- Celje (od 2007.)

## Vanjske poveznice
- Profil na mrežnoj stranici Eurohandball